# Hingham (Wisconsin)
Hingham – jednostka osadnicza w Stanach Zjednoczonych, w stanie Wisconsin, w hrabstwie Sheboygan.